# Caleb Shepherd
Caleb Shepherd (29 de junho de 1993) é um remador neozelandês, medalhista olímpico.

## Carreira
Formado pela Hamilton Boys' High School, Shepherd conquistou a medalha de prata nos Jogos Olímpicos de Verão de 2020 em Tóquio com a equipe da Nova Zelândia no oito com feminino, ao lado de Ella Greenslade, Emma Dyke, Lucy Spoors, Kelsey Bevan, Grace Prendergast, Kerri Gowler, Beth Ross e Jackie Gowler, com o tempo de 6:00.04.